# Horn (Schwarzbach)
Pour les articles homonymes, voir Horn.
La Horn (allemand : Hornbach) est une rivière qui coule dans le pays de Bitche en Moselle, ainsi que dans le Land de Rhénanie-Palatinat en Allemagne.
C'est un affluent du Schwarzbach et donc un sous-affluent du Rhin. La Horn, qui baigne Bitche et sa région, présente la particularité d'être un sous-sous-affluent de la Sarre en France par le biais d'une rivière totalement allemande. En effet, quittant la France pour l'Allemagne, elle se jette dans la rivière allemande, le Schwarzbach, lequel est un affluent de la Blies en Allemagne. Or la Blies effectue le trajet inverse de celui de la Horn ; née en Allemagne, elle pénètre en France pour s'y jeter dans la Sarre, à Sarreguemines, à la frontière franco-allemande.

## Hydronymie
- Ancienne mention : Hornsbach[1] (1150).

D'après l'aha, « zuo deru hoawinum bacha ». Une deuxième Horn, appelée maintenant Breidenbach, a formé les localités d'Althorn et Neuhorn qui s'écrivent en 783 « in marca Horone ».

## Géographie
La Horn prend sa source à environ 400 mètres au Sud de l'étang d'Entenbaechel, au Sud de la commune de Bitche. Elle alimente l'étang de Hasselfurth avant de se diriger vers le Nord et les communes d'Hanviller, Bousseviller et Liederschiedt, où une station qualité est implantée. La Horn continue sa course vers le nord-ouest et se dirige vers Waldhouse, Walschbronn et Schweyen. Elle passe la frontière franco-allemande entre Rolbing et Riedelberg et entre dans le Palatinat-Sud-Ouest. Son débit moyen à la frontière est de 1,59 m3/s. La Schwalb, qui prend sa source à Lemberg, la rejoint à Hornbach. Elle longe ensuite la vallée et se dirige vers le Nord et Deux-Ponts. Juste avant Deux-Ponts-Ixheim, elle est rejointe par la Bickenalbe, qui prend sa source à Petit-Réderching. C'est dans le quartier de Bubenhausen que la Horn rejoint le Schwarzbach, qui va lui-même rejoindre la Blies quelques kilomètres plus loin,.

## Communes traversées
- en France[2],[3] : Bitche, Hanviller, Bousseviller, Liederschiedt, Waldhouse, Walschbronn, Schweyen et Rolbing ;
- en Allemagne[4] : Hornbach et Deux-Ponts.

## Affluents
- Lebach
- Rothlambach
- Schorbach
- Hasselbach
- Neubach
- Moosbach ou Musbach
- Roelbach
- Ruisseau du Kamp
- Bleischbach
- Schwartzenbach
- Klassbach
- Ruisseau de Schweix
- Schwarzbach
- Breidenbach
- Strolbach[5]
- Altbach
- Weiherbach[2]
- Bottenbach
- Grosssteinbach
- Felsalb
- Kirschbach
- Wiesengraben
- Muehlbach
- Mauschbach
- Schwalb
- Unterbeiwaldgraben
- Buchholzgraben
- Althornbach
- Atzenbach
- Bickenalbe[3],[4]